# August Nuss
August Nuss (* 15. April 1883 in Gernsheim; † 4. Juli 1958 in Worms; vollständiger Name: Philipp August Josef Paul Nuss) war ein deutscher Jurist und Politiker im Volksstaat Hessen. Er war römisch-katholischer Konfession und als Mitglied der Deutschen Zentrumspartei Abgeordneter des Landtags des Volksstaates Hessen zur Zeit der Weimarer Republik.
Nuss war ein Sohn des Kaufmanns und Bürgermeisters (Franz) Josef Nuss und dessen Ehefrau Katharina (Auguste) Nuss geborene Laufer. Am 12. September 1911 heiratete er Elisabeth (Christine Gertrude Katharina) Uebel.
August Nuss studierte Rechtswissenschaften an der Albert-Ludwigs-Universität Freiburg, der Ludwig-Maximilians-Universität München und der Ludwigs-Universität Gießen. Seit 1902 war er Mitglied der KDStV Hercynia Freiburg im Breisgau, später auch anderer Studentenverbindungen im Cartellverband. Nach dem zweiten Staatsexamen arbeitete er als Assessor in Darmstadt, verließ dann aber den Staatsdienst und war ab 1910 als Rechtsanwalt in Seligenstadt tätig. 1914 zog er nach Worms, wo er ebenfalls als Anwalt arbeitete.
August Nuss trat am 21. Juli 1920 als Nachfolger für den ausgeschiedenen Abgeordneten Georg Scherer in den Landtag des Volksstaats Hessen ein. Er blieb vier Wahlperioden lang Abgeordneter und schied 1928 aus dem Landtag aus. Sein Nachfolger dort wurde Jakob Keller. Nuss wurde zum Bevollmächtigten des Volksstaats Hessen bei der Reichsregierung ernannt.